# Gnophos unicolorata
Gnophos unicolorata là một loài bướm đêm trong họ Geometridae.